# 田口惠美子
田口 惠美子（たぐち えみこ、結婚後の本名：松岡 惠美子、まつおか えみこ、1966年2月2日 - ）は、日本のアナウンサーである。かつてテレビ東京に勤め、ニュース番組 『ワールドビジネスサテライト』などに出演していた。また、プロテニス選手出身のタレント、松岡修造の妻としても知られる。

## 人物
東京都中央区新富町の出身。日本女子大学附属中学校・高等学校を経て、日本女子大学文学部英文学科卒業。ハーバード大学教育大学院メディア専攻修士課程修了。
1991年、テレビ東京に報道局報道局経済報道部記者として入社し、後にアナウンサーとなる。同局勤務中の1995年には、書籍 『TVニュース七つの大罪 -なぜ、見れば見るほど罠にはまるのか』（クレスト社）を翻訳出版している。
1998年2月2日、プロテニス選手の松岡修造と結婚した。翌年5月には長女を出産している。現在は1男2女がいる。
長女は宝塚歌劇団星組男役の稀惺かずとである。

## テレビ東京での出演番組
| 期間       | 期間       | 番組名                     | 役職                       |
| ---------- | ---------- | -------------------------- | -------------------------- |
| 1992年4月  | 1996年9月  | TXNニュース THIS EVENING   | 月～金曜日メインキャスター |
| 1993年10月 | 1994年9月  | タモリの音楽は世界だ!      | アシスタント               |
| 1996年10月 | 1997年12月 | ワールドビジネスサテライト | メインキャスター           |